# Bunostomum phlebotomum
Bunostomum phlebotomum ist eine Art der Hakenwürmer, die im Dünndarm von Rindern parasitiert und die Bunostomose verursacht. Selten befällt der Parasit auch Ziegen und Hirsche. Er kann selten auch beim Menschen vorübergehend als Hautwanderlarve (Larva migrans cutanea) auftreten. Er wird in der Humandermatologie auch als „Rinderhakenwurm“ bezeichnet, allerdings kommen bei Rindern auch noch andere Hakenwürmer vor, beispielsweise Agriostomum vryburgi und Bunostomum trigonocephalum.

## Merkmale
Männchen sind 10 bis 18 mm, Weibchen 24 bis 28 mm lang. Die Mundöffnung zeigt nach vorn-oben und ist am Unterrand mit zwei chitinisierten Schneideplatten besetzt, der Dorsalkonus an der Innenseite ist deutlich kleiner als bei Bunostomum trigonocephalum. Die große Mundkapsel hat keinen dorsalen Zahn, aber ein Paar kleiner Lanzetten am Boden. Die Bursa copulatrix der Männchen ist gut entwickelt, ihr Dorsallappen asymmetrisch. Die rechte externodorsale Bursarippe entspringt höher vom Dorsalstamm und ist länger als die linke. Die Spicula sind schlank, gewunden und, im Gegensatz zu Bunostomum trigonocephalum, sehr lang. Die Vulva der Weibchen liegt kurz vor der Körpermitte.

## Lebenszyklus
Die Eier sind 97–106 × 45–55 μm groß, dünnwandig, breitelliptisch mit stumpfen Polen und ungleichen Seitenwänden, von denen eine abgeflacht ist. Es enthält bei der Ausscheidung mit dem Kot vier bis acht dunkel pigmentierte Blastomere. In der Außenwelt entwickelt sich die ansteckende Larve 3. Diese ist klein, besitzt 16 Darmzellen und einen kurzen, fadenförmigen Schwanz. Die Ansteckung des Wirts kann über die Haut oder oral erfolgen. Nach Penetration der Haut, vorzugsweise im Zwischenklauenspalt, wandern die Larven zur Lunge, häuten sich dort zur Larve 4 und gelangen über Luftröhre, Rachen, Speiseröhre und Magen in den vorderen Dünndarm. Oral aufgenommene Larven zeigen keine Körperwanderung, sondern verbleiben im Dünndarm und entwickeln sich dort zu den Adulten. Die Präpatenz beträgt bei oraler Aufnahme 7 bis 10 Wochen, bei Aufnahme über die Haut nur etwa 6 Wochen.

## Genom
Die mitochondriale DNA ist vollständig sequenziert. Sie hat eine Größe von 13.799 Basenpaaren und enthält 12 Protein-codierende Gene, 22 tRNA-Gene und 2 rRNA-Gene.